# 弗洛 (挪威)
弗洛（挪威語：Flå）是挪威布斯克吕郡的市镇，行政中心为哈靈達爾村。市镇面积为704平方公里，其中陸地面積670平方公里，2008年人口数量為974人，人口密度為2人/平方公里，所在时区為歐洲中部時間。